# Caradrina ibeasi
Caradrina ibeasi är en fjärilsart som beskrevs av Fernández 1918. Caradrina ibeasi ingår i släktet Caradrina och familjen nattflyn. Inga underarter finns listade i Catalogue of Life.